# Monastir (Itália)
Monastir é uma comuna italiana da região da Sardenha, na província da Sardenha do Sul, com cerca de 4.497 habitantes. Estende-se por uma área de 31 km², tendo uma densidade populacional de 145 hab/km². Faz fronteira com Nuraminis, San Sperate, Serdiana, Sestu, Ussana, Villasor.

## Demografia
| Variação demográfica do município entre 1861 e 2011                               |
|                                                                                   |
| Fonte: Istituto Nazionale di Statistica (ISTAT) - Elaboração gráfica da Wikipedia |